# 冯刚毅
冯刚毅（1947年—），广东广州人，中国粤剧表演艺术家，一级演员，中国戏剧梅花奖二度梅获得者。